# (32113) 2000 KP73
2000 KP73 (asteroide 32113) é um asteroide da cintura principal. Possui uma excentricidade de 0.09811940 e uma inclinação de 9.34896º.
Este asteroide foi descoberto no dia 28 de maio de 2000 por LONEOS em Anderson Mesa.